# Jacques-François Pitot

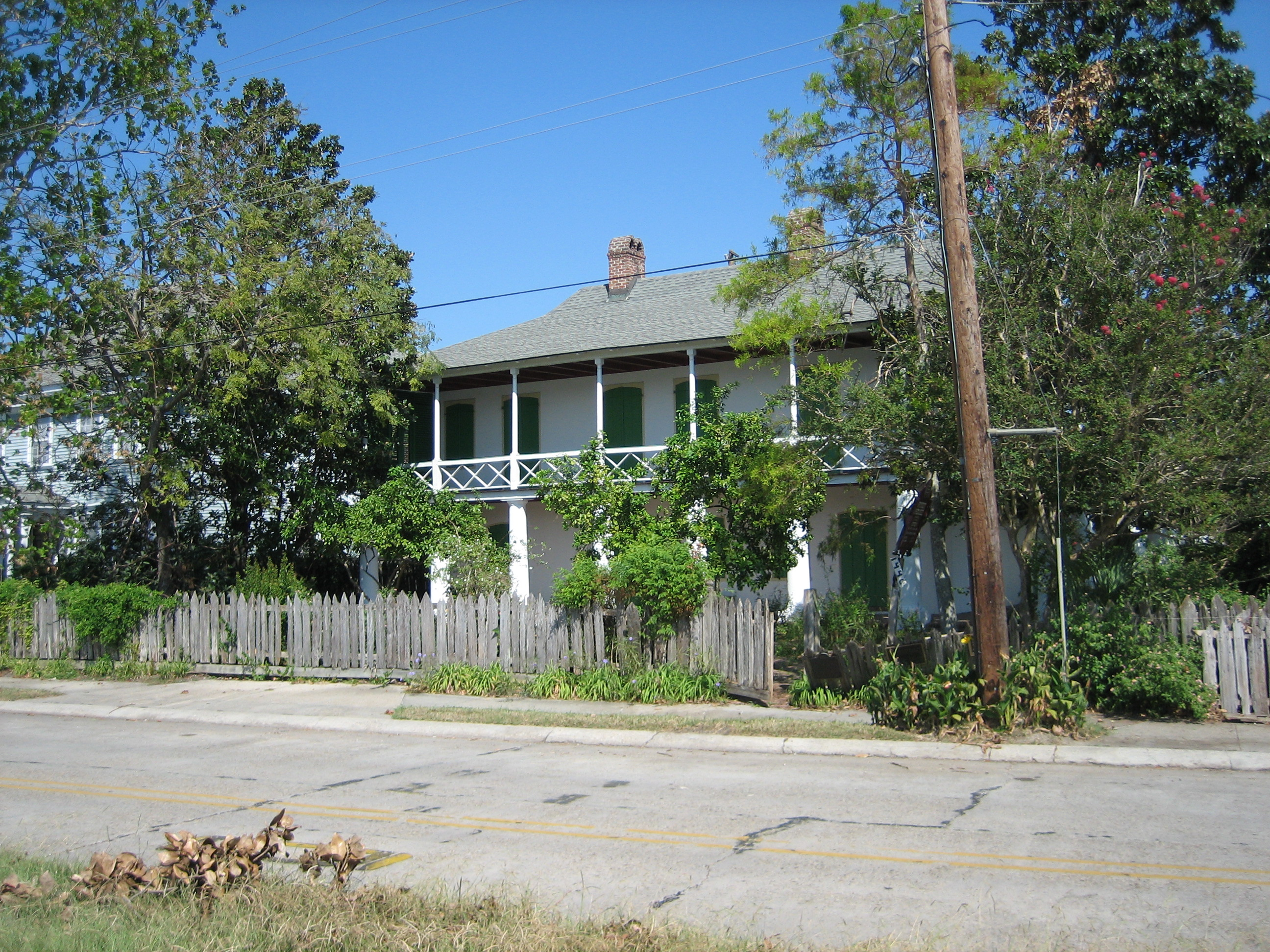
La Maison de Pitot en Louisiane

Jacques-François Pitot ou James Pitot, (1761–1831), est le deuxième maire de la ville de La Nouvelle-Orléans.

## Biographie
Jacques-François Pitot naquit le 25 novembre 1761, à Villedieu-les-Poêles, d'une famille originaire de Tinchebray, en Normandie. La tradition familiale rapporte qu'un de ses aïeux, surnommé Ti-Pitot, commandait un escadron de  cavalerie lors de la Septième croisade.
Jacques-François Pitot a reçu son éducation dans l'une des meilleures écoles de Paris, mais au moment du déclenchement de la Révolution française de 1789, ce jeune noble français a été contraint de fuir la France. Il embarqua pour l'île française de Saint-Domingue, d'où il repartit pour les États-Unis à Philadelphie et enfin à Norfolk, en Virginie.
Il fit la connaissance de Louis Philippe Joseph de Roffignac qui l'emmena en Louisiane. Il devint un riche marchand de la ville de La Nouvelle-Orléans et devint maire de cette ville un an après la vente de la Louisiane le 2 juin 1804 en remplacement d'Étienne de Boré.
Le 1er octobre 1804, le nouveau gouverneur de la Louisiane, William C. C. Claiborne prête serment devant le maire Jacques-François Pitot. Le 26 mars 1804 précédent, le Congrès américain avait divisé l'ancienne province de la Louisiane française en deux parties, la partie septentrionale annexée au territoire amérindien, et la partie méridionale, qui correspond aux limites à ce qui est maintenant l'État de Louisiane, a été dénommée territoire d'Orléans. La Nouvelle-Orléans a été déclarée comme le port d'entrée et de commerce pour la Louisiane.
Il meurt à La Nouvelle-Orléans le 4 novembre 1831, à 70 ans. Il repose au cimetière Saint-Louis de La Nouvelle-Orléans.